# Vampire/ユメヒコウキ
『Vampire/ユメヒコウキ』（ヴァンパイア/-）は、加藤和樹の1枚目のシングルである。

## 概要
- 通常盤と特別盤（DVD付）の2種類がある。

## 収録曲
1. Vampire
作詞：TAKESHI 作曲：田中昭仁 編曲：明石昌夫
2. ユメヒコウキ
作詞/作曲：田中昭仁 編曲：明石昌夫
3. Vampire（karaoke）
4. ユメヒコウキ（karaoke）
5. 僕らの未来〜3月4日〜（1st Live Special Version）
作詞：加藤和樹 作曲：日田一聡 編曲：KKP